# Rotási
Rotási, en grec moderne : Ροτάσι, est un village du dème d'Archánes-Asteroússia, dans le district régional de Héraklion, de la Crète, en Grèce. Selon le recensement de 2011, la population de Rotási compte 233 habitants.
Le village est situé à une altitude de 280 mètres et à une distance de 51 km de Héraklion.
Les vestiges archéologiques de la ville antique de Rhytion (en) sont situés à proximité de la localité.

## Recensements de la population
| Recensements | 1900 | 1920 | 1928 | 1940 | 1951 | 1961 | 1971 | 1981 | 1991 | 2001 | 2011 |
| ------------ | ---- | ---- | ---- | ---- | ---- | ---- | ---- | ---- | ---- | ---- | ---- |
| Population   | 27   | 106  | 156  | 221  | 277  | 440  | 469  | 451  | /    | 329  | 233  |